# Bruno Hassler
Bruno Hassler (* um 1952) ist ein ehemaliger deutscher Behindertensportler.

## Werdegang
Bruno Hassler wollte sich trotz seiner Schwerbehinderung sportlich betätigen. Als Sportart wählte er Tischtennis, was er sowohl im Herreneinzel als auch in der Mannschaft ausübte. Wegen seiner guten Leistungen wurde in die deutsche Behindertennationalmannschaft berufen, mit der er ab 1980 mehrmals erfolgreich an den Paralympischen Sommerspielen teilnahm. Bereits 1984 war er Mitglied der deutschen paralympischen Nationalmannschaft, bei der er im Herreneinzel in der Klasse 1B siegte und somit die Goldmedaille gewann.
Auch bei den Paralympischen Sommerspielen 1988 war er erneut dabei. Diesmal gelang es ihm, im Herreneinzel in seiner Behindertenklasse 1B Zweiter zu werden und die Silbermedaille zu gewinnen.
Zum dritten Mal bei Paralympischen Sommerspielen war er 1992 Mitglied der deutschen Olympiamannschaft. Im Rollstuhltischtennis der Leistungsgruppe TT 2 gewann er eine Bronzemedaille im Herreneinzel und in der Herrenmannschaft, ebenfalls in der TT 2, in der Besetzung Hassler, Helmut Sperber eine weitere Bronzemedaille.
Für den Medaillengewinn bei den Paralympischen Sommerspielen 1992 wurde er von Bundespräsident Richard von Weizsäcker mit dem Silbernen Lorbeerblatt ausgezeichnet.